# Procanace grisescens
Procanace grisescens är en tvåvingeart som beskrevs av Friedrich Georg Hendel 1913. Procanace grisescens ingår i släktet Procanace och familjen Canacidae. Inga underarter finns listade i Catalogue of Life.